# Liste des maires de Marmande
La liste des maires de Marmande présente la liste des maires de la commune française de Marmande, sous-préfecture de Lot-et-Garonne en région Nouvelle-Aquitaine.

## L'Hôtel de ville

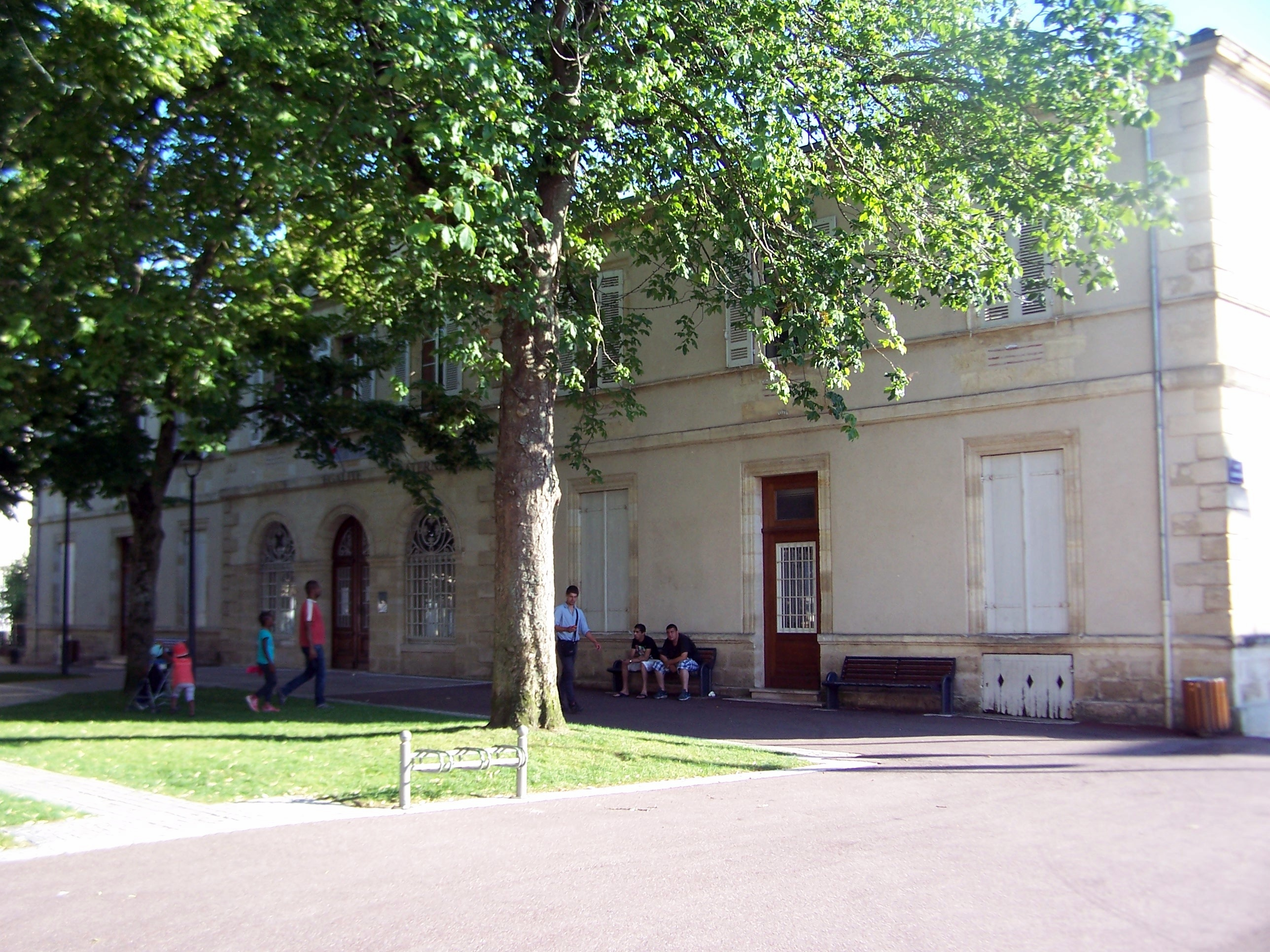
L'hôtel de ville de Marmande.

## Liste des maires

### De 1789 à 1944
| Période                                  | Période           | Identité                                         | Étiquette      | Qualité |
| ---------------------------------------- | ----------------- | ------------------------------------------------ | -------------- | --- |
| Les données manquantes sont à compléter. |                   |                                                  |                | |
| 1789                                     | 1789              | M. Héraud                                        |                | |
| 19 novembre 1789                         | 4 février 1790    | Jacques de Colombet                              |                | |
| 4 février 1790                           | 16 novembre 1791  | Jean Salles                                      |                | |
| 16 novembre 1791                         | 13 octobre 1793   | Jacques Colombet                                 |                | |
| 13 octobre 1793                          | 7 mars 1794       | M. Poumicon                                      |                | |
| 7 mars 1794                              | 17 octobre 1794   | Philippe Souilhagon                              |                | |
| 17 octobre 1794                          | 30 septembre 1795 | François Terme                                   |                | |
| 30 septembre 1795                        | 11 mai 1800       | Joseph Dauber                                    |                | |
| 11 mai 1800                              | juin 1808         | Jacques Joseph Lalyman                           |                | |
| juin 1808                                | juin 1813         | Joseph Dauber                                    |                | |
| juin 1813                                | 1814              | M. Faget de Quennefer                            |                | |
| 1814                                     | 22 septembre 1830 | Jean-Gaston de Forcade (1773-1843)               |                | |
| 22 septembre 1830                        | 17 avril 1831     | Jacques Léon de Cazenove de Pradines (1793-1881) |                | Conseiller général de Marmande (1842 → 1848) |
| 17 avril 1831                            | 5 février 1834    | Paul Vergnes                                     | Gauche modérée | Avocat Représentant du peuple (1848 → 1849) Conseiller général de Marmande (1833 et 1848 → 1852) |
| 5 février 1834                           | 6 mai 1835        | M. Tropenat                                      |                | |
| 6 mai 1835                               | 27 juin 1841      | Jean-Marc Lacombe                                |                | |
| 27 juin 1841                             | 12 novembre 1843  | M. Lacombe                                       |                | |
| 12 novembre 1843                         | 2 mars 1849       | Victor Delage                                    |                | |
| 2 mars 1849                              | 28 avril 1850     | Henri Birac                                      |                | |
| 28 avril 1850                            | 25 avril 1852     | Ferdinand Duffour                                |                | |
| 25 avril 1852                            | 26 janvier 1858   | Jean-Baptiste Fabre                              |                | Avocat puis président du tribunal civil de Marmande Conseiller général de Marmande (1852 → 1861) |
| 26 janvier 1858                          | 11 septembre 1870 | Charles Boisvert                                 |                | Avocat, propriétaire Conseiller général de Marmande (1861 → 1871) |
| 11 septembre 1870                        | 18 avril 1871     | Léopold Faye                                     | Républicain    | Avocat, maire provisoire |
| 18 avril 1871                            | 13 mai 1871       | Charles Boisvert                                 |                | Avocat, propriétaire Conseiller général de Marmande (1861 → 1871) |
| 13 mai 1871                              | 22 février 1874   | Léopold Faye                                     | GR             | Avocat Ministre (1887 → 1888 et 1889 → 1890) Sous-secrétaire d'État (1876) Sénateur de Lot-et-Garonne (1879 → 1900) Député de Lot-et-Garonne (1871 → 1879) Conseiller général de Marmande (1871 → 1900) Président du conseil général (1880 → 1883 et 1886 → 1898) |
| 22 février 1874                          | 22 mai 1876       | Achille Trenty                                   |                | |
| 22 mai 1876                              | 1er avril 1885    | Godefroy de Maré                                 |                | |
| 1er avril 1885                           | 17 janvier 1894   | Pierre-Charles Meyniel                           |                | Avocat, juge suppléant au tribunal civil Démissionnaire |
| 17 janvier 1894                          | 6 mai 1896        | Alfred Neuville                                  |                | |
| 6 mai 1896                               | 20 mai 1900       | Henri Birac                                      |                | |
| 20 mai 1900                              | 4 février 1903    | Forton Constantin                                |                | |
| 4 février 1903                           | 23 mai 1908       | Léon Toumeyrague                                 | Rad.           | Conseiller général de Marmande (1903 → 1908) |
| 23 mai 1908                              | 24 juin 1916      | Claude Courret                                   | Républicain    | Médecin, ancien adjoint au maire Conseiller d'arrondissement (1896 → 1904) Démissionnaire pour raison de santé |
| 24 juin 1916                             | 10 décembre 1919  | M. Arnaud                                        |                | |
| 10 décembre 1919                         | 18 novembre 1920  | Léon Toumeyrague                                 | Rad.           | Conseiller général de Marmande (1903 → 1908 et 1919 → 1920) |
| 18 novembre 1920                         | 21 août 1944      | Ulysse Casse                                     |                | Industriel |

### Depuis la Libération
| Période        | Période                        | Identité       | Étiquette        | Qualité |
| -------------- | ------------------------------ | -------------- | ---------------- | --- |
| 21 août 1944   | 17 mai 1945                    | Yves Grassot   | Rad.             | Notaire, ancien résistant |
| 17 mai 1945    | 16 août 1945                   | Ulysse Casse   |                  | Industriel |
| 16 août 1945   | 26 mars 1977                   | Yves Grassot   | Rad.             | Notaire, ancien résistant Conseiller général de Marmande (1961 → 1973) |
| 26 mars 1977   | 11 mars 1983                   | Gérard Guillot | UDF-PR           | Directeur de caisse d'épargne et de prévoyance Conseiller général de Marmande-Est (1973 → 1985) |
| 11 mars 1983   | 5 avril 2014                   | Gérard Gouzes  | PS               | Avocat Député de Lot-et-Garonne (2e circ.) (1981 → 1986, 1988 → 1993 et 1997 → 2002) Conseiller régional d'Aquitaine (1986 → 1992) Conseiller général de Marmande-Ouest (1994 → 2001) Président de Val de Garonne Agglomération (1994 → 2014) |
| 5 avril 2014   | 4 juillet 2020                 | Daniel Benquet | UMP-LR puis Agir | Médecin généraliste Président de Val de Garonne Agglomération (2014 → 2020) |
| 4 juillet 2020 | En cours (au 27 novembre 2024) | Joël Hocquelet | PS               | Médecin généraliste Conseiller général de Marmande-Ouest (2008 → 2015) Conseiller départemental de Marmande-1 (2015 → ) Vice-président du conseil départemental de Lot-et-Garonne (2021 → )                                                   |

## Conseil municipal actuel
Les 33 sièges composant le conseil municipal de Marmande ont été pourvus le 28 juin 2020 à l'issue du second tour. Actuellement, il est réparti comme suit : 